# Germán Coutinho
Germán Manuel Coutinho Rodríguez (Salto, 1 de abril de 1970) es un empresario, periodista y político uruguayo, perteneciente al Partido Colorado. Entre 2010 y 2015 fue Intendente de Salto y Senador de la República hasta el 2025, cargo al que accedió de forma directa por tercera elección consecutiva.

## Biografía
Nació el 1° de abril de 1970 en la ciudad de Salto, Uruguay. Es hijo de Arturo Coutinho y María del Pilar Rodriguez. Durante su juventud practicó fútbol y basquetbol.
Presidió la Asociación de Estudiantes Osimani y Llerena AEOLL (AEOLL), mientras desarrollaba actividad gremial de estudiantes de secundaria.
Fue comerciante y periodista deportivo, tanto en radios como en televisión.
En el año 1993 contrajo matrimonio con Janu Magnone con quien tuvieron cuatro hijos: Carlos Martín, María del Pilar, María Ianina y Germán Manuel Coutinho. 

## Trayectoria política
Comenzó a militar junto a su padre en el Partido Colorado, acompañando entonces a Amílcar Vasconcellos en las elecciones de 1984.
Atraído por la figura de Jorge Batlle se suma a la Lista 15 en 1994. En las elecciones municipales de 2000 fue electo Edil de Salto. 
Durante la intendencia de Eduardo Malaquinaocupó varios cargos: Director de las áreas de Juventud y Deporte, Turismo, Desarrollo, Prensa y Relaciones Públicas. 
En 2003 funda el sector Vamos Salto,con el propósito de lograr ser el Intendente de Salto.
En las elecciones municipales de 2005 fue candidato a Intendente de Salto por su partido, en una elección que significó el peor fracaso electoral del partido Colorado hasta entonces, terminando octavo de nueve candidatos. 
Dos años después, en 2007, fundó junto a Pedro Bordaberry el sector Vamos Uruguay, movimiento político que alcanzaría la mayoría dentro del partido, con gran representación en la Convención Nacional y el Comité Ejecutivo. En ese mismo año se modifica la Carta Orgánica, donde se establecen elecciones internas juveniles, en las que se elegirían convencionales nacionales y departamentales de entre 14 y 30 años, que pasarían a integrar órganos de decisión. En esa primera elección, Vamos Uruguay logra una amplia mayoría y en Salto, el sector Vamos Salto de Coutinho fue la lista más votada del país. Este resultado se repitió en las elecciones juveniles de 2010, 2012 ,2017 y 2022
Fue el primer secretario general del sector Vamos Uruguay y en 2013 volvió a ocupar ese cargo, al ser proclamado por unanimidad en una asamblea sectorial.
En 2009 se desarrollaron Elecciones Internas, donde Coutinho logró una amplia mayoría y fue elegido Secretario General del Comité Ejecutivo de Salto. En las elecciones presidenciales de ese año, el Partido Colorado logró una importante recuperación después de la derrota en 2004, y alcanzó el 17% del total de votos. En esa elección el candidato presidencial fue el líder de Vamos Uruguay, Pedro Bordaberry. Coutinho fue elegido Diputado y senador, optando por el cargo de mayoría jerarquía y que desempeñó por un breve tiempo ya sería electo Intendente de Salto.
La Convención Departamental del partido aprobó su candidatura a la Intendencia, junto a la del exintendente Eduardo Malaquina. Ganó las elecciones municipales del 9 de mayo de 2010 con el 41% de los votos contra el 39% de los votos obtenidos por Ramón Fonticiella, del Frente Amplio.

## Intendencia de Salto
Asumió como Intendente de Salto el 8 de julio de ese año. Sus respectivos suplentes fueron Álvaro Compá, Manuel Barreiro, Cecilia Eguiluz y Carlos Martínez. 
El 11 de septiembre de 2013 la administración del intendente Coutinho recibió el Premio Nacional a la Mejor Gestión Municipal, que otorga el Consejo del Centro Latinoamericano de Desarrollo (CEPAL - CELADE) en el marco de la Edición 2013 del Premio Nacional a la Excelencia Ciudadana y Ciudadano de Oro. Fue el Intendente con mayor aprobación de Uruguay, alcanzando el 75%.
En las elecciones internas de 2014, Salto fue el único Departamento en que el Partido Colorado ganó en votos al Frente Amplio y al partido Nacional, primero y segundo a nivel nacional en esa elección. Coutinho lideró el sector Vamos Salto, logrando una importante representación de 67 en 500 Convencionales Nacionales y una hegemonía absoluta en la Convención Departamental.
El 9 de agosto de ese año la Convención Nacional eligió por unanimidad a Coutinho para acompañar como candidato a vicepresidente a Pedro Bordaberry en la fórmula presidencial. El resultado del Partido Colorado en las elecciones nacionales de 2014 no superó al de los comicios anteriores pero Coutinho logró ser reelecto en la Cámara Alta.
Por exigencia constitucional renunció al cargo de Intendente el 22 de enero de 2015 para poder presentarse a la reelección en las elecciones municipales de mayo de 2015. Fue el candidato más votado en Salto (36.815 votos) en las elecciones departamentales y municipales del 10 de mayo de 2015 pero perdió ante Andrés Lima del Frente Amplio (24.520), quien obtuvo la intendencia por acumulación de la ley de lemas, con una diferencia global de 1503 votos a favor.

## Actualidad

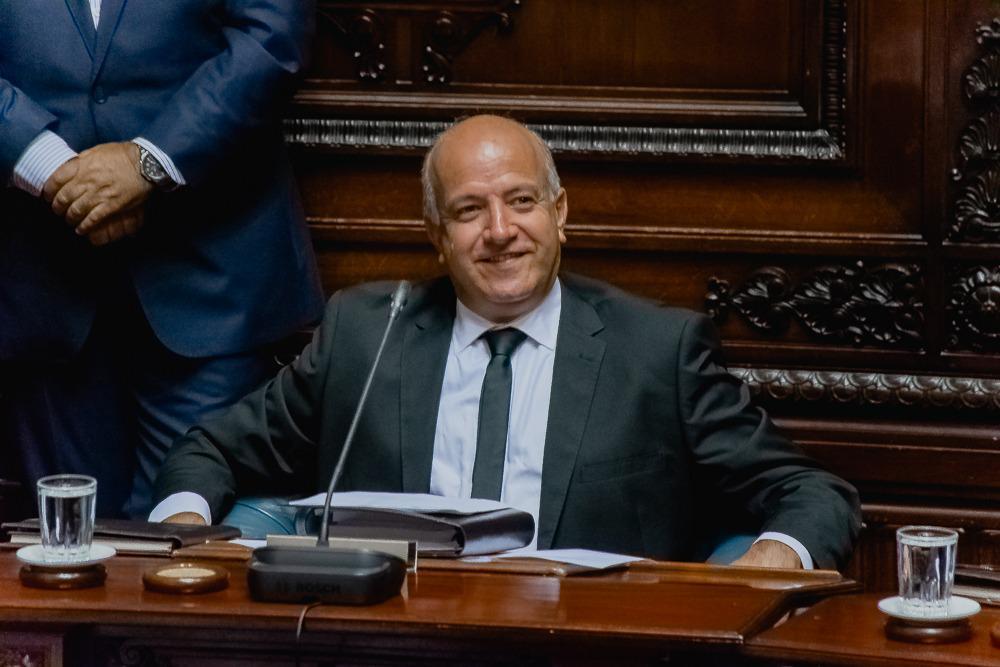
Coutinho en 2023.

De cara a las internas de 2019 apoyó la precandidatura presidencial de José Amorín Batlle,quien únicamente ganó en el Departamento de Salto al victorioso economista Ernesto Talvi y al expresidente Julio María Sanguinetti. En las elecciones de octubre es reelecto Senador para el periodo 2020-2025.
Coutinho sustenta un peso político envidiable en su Departamento y se prepara para la Elección Departamental y Municipal, a donde aspira a convertirse nuevamente en el Intendente de Salto. En 2023 anuncia su apoyo a la Precandidatura a la Presidencia del Ministro de Turismo y exintendente de Rivera Tabaré Viera.